# Wolf Panizza
Mädchen im Pelz (1941)

 80,3 cm × 58 cm
 Städtische Galerie im Lenbachhaus und Kunstbau München

Link zum Bild

Wolf Panizza (* 23. Dezember 1901 in Lindau; † 29. Dezember 1977 in Dießen) war ein deutscher Maler und Bühnenbildner.
Panizza studierte zwischen 1919 und 1924 in München an der Akademie der bildenden Künste bei Hermann Groeber und Franz von Stuck Zeichnen. 1929 begründete er die Malergruppe „Die Juryfreien“ mit, zu der auch Günther Graßmann gehörte. Beide protestierten 1931 bei einem Vortrag von Paul Schultze-Naumburg in München lautstark und wurden von SA-Männern zusammengeschlagen.
In der Zeit des Nationalsozialismus war Panizza Mitglied der Reichskammer der bildenden Künste. Für diese Zeit ist seine Teilnahme an 15 großen Gruppenausstellungen und einer Einzelausstellung sicher belegt. U. a. stellte er auf den Ausstellungen der „Kameradschaft der Künstler München“, einem 1938 erzwungenen Zusammenschluss diverser Künstlergruppen der Stadt, 1941 (Morgensonne im Staudengarten, Rosa Spiaea) und 1942 (Isarauen bei Ismaning, Stausee) aus. 1943 war Panizza mit drei Werken auf der Ausstellung „Junge Kunst im Deutschen Reich“ vertreten, die wegen angeblicher „Entartung“ geschlossen wurde. 1937 war er mit einem Monumentalgemälde im Deutschen Pavillon auf der Pariser Weltausstellung vertreten, für das er eine Goldmedaille erhielt.
Einige seiner früheren Arbeiten, die nicht dem nazistischen Kunstkanon entsprachen, galten jedoch als „entartet“, und 1937 wurden im Rahmen der deutschlandweiten konzertierten Aktion „Entartete Kunst“ seine Ölgemälde Mädchen am Fenster aus den Bayerische Staatsgemäldesammlungen und Exotische Blumen aus der Städtischen Galerie Nürnberg beschlagnahmt und vernichtet. Auch aus der Städtischen Galerie München wurde im Februar 1937 ein Werk entfernt, Boulevard anglais, während ihm im selben Jahr im Rahmen des Lenbach-Preises eine Medaille mit Anerkennungsschreiben zugesprochen wurde. 
Nach 1945 konnte Panizza weiterhin ungehindert ausstellen. Bereits 1947 findet er sich z. B. im Katalog der Deutschen Gesellschaft für christliche Kunst mit zwei Entwürfen für St. Michael in Regen, die in München gezeigt wurden. Ebenfalls 1947 stellte er mit der „Neuen Gruppe“ in der Städtischen Galerie im Lenbachhaus aus, deren Schriftführer er war. 1951 war Panizza mit einem Landschafts-Aquarell an der Dankspende des deutschen Volkes vertreten.